# Asylsökande med apatiska barn
Asylsökande med apatiska barn, i medierna kallade apatiska flyktingbarn, började förekomma i svensk samhällsdebatt under 2005. Barn som sökt asyl i Sverige och som blivit apatiska blev föremål för stort medieintresse och omfattande politisk debatt. En statlig utredning tillsattes för att utreda fenomenet.
De i medierna uppvisade barnen led (till synes) av katatoniskt tillstånd, en oförmåga till vilja. Apatin ansågs länge vara en reaktion på depression, uppgivenhet och stress med ursprung i en kombination av asylprocessens osäkerhet och tidigare våld och övergrepp i hemlandet. När fenomenet började uppmärksammas i medierna hävdade vissa att det inte rör sig om ett psykiatriskt tillstånd och att det är imitation, manipulation, undernäring och simulering som ligger bakom apatin.
År 2019 publicerade tidskriften Filter ett reportage där två personer berättade att de som barn tvingats av sina föräldrar att spela apatiska för att familjen skulle få uppehållstillstånd. Det ledde till ny debatt.Statens beredning för medicinsk och social utvärdering rapporterade i januari 2020 att de inte hittat några relevanta vetenskapliga studier om diagnostik och behandling av uppgivenhetssyndrom hos barn.  Sjukvården hade redan dessförinnan börjat ändra sina behandlingar. 

## Medicinsk beskrivning
Uppgivenhetssyndrom är sedan 1 januari 2014 en psykiatrisk diagnos med diagnoskod F32.3A. I regeringens rapporter över fenomenet 2005-06 anger de i stället benämningen uppgivenhetssymtom, eftersom uppgivenhetssyndrom då inte var en medicinskt erkänd diagnos. I flera svenska studier har barnen med uppgivenhetssyndrom haft forna Sovjetunionen eller Balkan som ursprungsland. En grupp forskare inom barnpsykiatri och kemi på Uppsala universitet fick mellan 2005 och 2007 möjlighet att ta prover på elva barn med allvarliga symptom. Resultaten publicerades i april 2012 med tydliga kemiska bevis för stress.

### Symtom
Barn och ungdomar som föräldrarna menar är sjuka uppvisar beteenden med olika svårighetsgrad. Variationen går från att barnet vägrar att gå till skolan till att barnet ligger i en säng, inte talar och måste sondmatas. Barnen kan även med svåra apatiska symtom uppfatta och komma ihåg vad som sägs runt omkring. 2005 visade fem barn så svåra apatiska symtom att de inte gick att kontakta. När barnen tillfrisknade kunde de dock redogöra för allt som hade sagts runtomkring för hela perioden. Barnen uppvisade ingen minnesförlust för den period de verkat vara okontaktbara.
Vissa somatiska symtom kan kvarstå såsom svårigheter att äta fast föda. Långtidsuppföljning visade inga betydelsefulla skillnader mellan de apatiska barnen och två jämförelsegrupper när det gäller utbildnings- och hälsoutfall.

### Vårdinsatser
Fram till slutet av 2010-talet vårdades barnen i allmänhet i hemmet av sina föräldrar med regelbunden tillsyn av sjuksköterska och läkare. Stimulans och samarbete mellan olika instanser anses vara avgörande för tillfrisknande.
En del av barnen - de som uppvisat svårare symtom - har vårdats i slutenvård. Många av barnen har då medicinerats med antidepressiva och lugnande medel. Att göra barnen symtomfria genom sådana vårdinsatser har visat sig vara svårt, utan att ge familjen ett positivt besked om uppehållstillstånd.
Vissa barn har vårdats en kortare tid i Norge, där de skildes från sina föräldrar.  Det finns olika uppfattningar om behandlingens effektivitet.

### Förekomst
Konstaterade incidenter har främst konstaterats hos barn från Balkan, romska barn, barn från forna Sovjetunionen och senast Yazidier. Mycket få har varit från Asien och inga ifrån Afrika. Under sena 2010-talet är nytillkomna barn ofta yazidier.
I en artikel 2016 diskuterar svenska forskare fenomenet resignation syndrome.  Man konstaterar att sjukdomen inte är ny. Man anser att en omvärdering av diagnos och behandling krävs och föreslår att psykogen katatoni är den beteckning som bäst stämmer överens med den kliniska presentationen. Individuell predisponering och traumatisering liksom kulturellt betingade förväntningar kan vara bidragande.
I en intervju 2017 konstaterade Karl Sallin vid Astrid Lindgrens barnsjukhus att ingen systematisk forskning på uppföljning av fallen hade gjorts. Han uppgav också felaktigt att fenomenet inte synts i länder utanför Sverige. Socialstyrelsen har inte gjort någon uppföljning sedan 2017.
Tillståndet har inte bara förekommit hos barn. "Världens äldsta flykting" sjönk ner i liknande tillstånd efter avslag på asylansökan. Bland de ensamkommande tonåringarna 2015 har rapporterats ungdomar som glidit in och ur kontaktlöshet.

### Liknande fall i andra länder
Författaren Fjodor Dostojevskij har beskrivit ett liknande fall från en asyl i Ryssland för bulgariska barn som överlevt massakrer. Flickans treårige bror hade fått ögonen utstuckna och sedan spetsats levande på en påle.
Enligt BBC uppträdde liknande fall i Nazitysklands koncentrationsläger under 1940-talet.
Ett fåtal liknande fall, under diagnosen Pervasive Refusal Syndrome, har rapporterats från Storbritannien under tidigt 1990-tal, dock inte bland asylsökande.
Tre fall rapporterades i Tyskland rapporterades år 2011.
I spåren av flyktingströmmarna i mitten av 2010-talet har apatiska flyktingbarn rapporterats från det australiska flyktinglägret på ön Nauru och från det ökända flyktinglägret Moria i Grekland.
En sammanställning av studier visar att fall av Pervasive Refusal Syndrome har rapporterats från en rad olika länder.
Neurologen och forskaren Suzanne O'Sullivan beskriver liknande tillstånd på olika platser över jorden.
I samband med internflykt i Ukraina efter Rysslands angrepp rapporteras barn som inte reagerar på yttre stimuli, som inte pratar eller som får katatona symtom.

## Diskussioner 2000 - 2010
Det har varit omstritt om fenomenet beror på manipulation eller om det är en form av ännu medicinskt obeskriven sjukdom. Tonläget i debatten var under många år högt, den dominerande uppfattningen var att ingen manipulation förekom och alla som antydde det kritiserades hårt. Två åsiktsriktningar har kunnat urskiljas i läkarkåren – de som tror på barnen/familjerna och de som inte gör det. Svenska barnläkarföreningen har generellt varit mer benägna att ställa sig på asylfamiljernas sida med förklaringar där fenomenet representerar en verklig komplikation.
Apati har ansetts vara en reaktion på depression, uppgivenhet och stress. Barnpsykiatern och barnläkaren Göran Bodegård, före detta överläkare vid Eugeniahemmet, är en av de som återkommande hävdat att barnen ska ses som sjuka. Bodegård skrev om problemet år 2004 i Läkartidningen. Bodegård myntade begreppet "depressiv devitalisering" då han ansåg att det inte fanns någon adekvat diagnos på fenomenet i existerande diagnosmanualer (ICD 10 och DSM IV). Han har också kritiserat både media och Socialstyrelsen för att bidra till "epidemin".
Barnläkaren Henry Ascher har varit en annan flitig försvarare av familjerna: "Det råder konsensus om att manipulation och förgiftning som förklaring till anhopningen av barn med uppgivenhetssymtom kan avfärdas."
Symtomen, oavsett svårighetsgrad, anses enligt Bodegård beteckna ett apatiskt tillstånd hos personer som är mer eller mindre svårt traumatiserade som en grav stressreaktion på en livssituation som innebär hopplöshet. Bodegård uppfattar fenomenet som en svår stressreaktion och menar att det är fullständigt omöjligt för de allra sjukaste barnen att simulera sina uppvisade symtom.

### Expertomdömen
Psykiatern Thomas Jackson skriver i sin bok "Copycatbarnen" att internationell forskning menar att epidemin av uppgivenhetssyndrom kan vara ett resultat av svår barnmisshandel. Thomas Jackson skrev en debattartikel i Dagens Medicin den 18 februari 2006 att det inte kan uteslutas att föräldrar manipulerar sina barn att bli sjuka för att uppnå ekonomiska eller juridiska fördelar. Enligt en artikel i Svenska Dagbladet var läkarna splittrade över fenomenet. Han myntade begreppet group malingering by proxy, en förlängning av den medicinska diagnosen Münchhausen by proxy och Factitious disorder, som förklaring på fenomenet. Factitious disorder är en erkänd diagnos och är upptagen i den internationella diagnosmanualen ICD-10. Sådana simuleringsdiagnoser kallas på svenska ofta för Münchhausens syndrom. Thomas Jackson har utsatts för hård kritik för sin syn på orsaken till epidemin med apatiska barn.
Psykiatriprofessorn Sten Levander har framfört att fenomenet är unikt för Sverige och att barnens tillstånd orsakas av den svenska asylprocessen. Levander och barnpsykiatrikern Hans Adler kontaktade år 2004 psykiatriker i andra länder.[källa behövs]
Överläkaren Peter Engelsöy, biträdande verksamhetschef för barn- och ungdomspsykiatrin (BUP) i Stockholm, har berättat om apatiska barn som simulerar: "Det här är uppenbarligen barn som inte är så här dåliga som de utger sig för att vara. De visar sig så här dåliga när någon personal är närvarande. En del barn äter till exempel i smyg på nätterna." Engelsöy avsåg då de fåtal fall som han observerat på BUP-kliniken i Stockholm där det fanns misstankar om att något inte stämde. Peter Engelsöy uttalade sig inte generellt om gruppen apatiska barn.
Överläkaren och psykiatrikern Hans Bendz – som har egen erfarenhet av simulerande patienter – menar att det är ”tänkbart att en stor del av de fall som tillkommit under de senaste två årens ”epidemi” (detta skrevs i SvD i december 2005) utgörs av simulerad sjukdom”. Ett motiv till att simulera sjukdom är ekonomiska vinster. För de asylsökande familjerna utgörs vinsten av ett permanent uppehållstillstånd. En sjukdomsdiagnos kan ge stor vinst för asylsökande. Bendz kritiserar de läkare som förkastar simulering som en möjlig förklaring till det apatiska tillståndet.
Den statliga utredning vars forskning leddes av docent Nader Ahmadi bestrider att ”traumatiska erfarenheter och stress” kan ha orsakat fenomenet apatiska barn. Empirin i deras studie visar att det inte kan vara förklaringen till ett samhällsfenomen av den storlek som drabbat Sverige sedan 2004.

### Vanvårdade barn
Migrationsverket misstänkte att det inte alltid var föräldrarnas biologiska barn utan istället gatubarn eller barnhemsbarn som hade köpts. Verket polisanmälde ett tiotal fall och det talades om svek från vårdpersonalen och socialtjänstens sida eftersom de inte hade polisanmält. Minst två gånger hade apatiska barn förts med ambulans akut till sjukhus med förgiftningssymtom.
Journalisten och juristen Jesús Alcalá ställer frågan om människor med engagemang för flyktingar och asylsökande anser att ändamålet helgar medlen. Tycker dessa personer att följderna för människor som utvisas är så förfärliga att vi borde tala tyst om eventuella, tillfälliga, övergrepp mot barnen? Han anser att det finns flera trovärdiga uppgifter som talar för att många av barnen med uppgivenhetssymtom utsatts för allvarliga övergrepp av sina föräldrar, övergrepp som vi aldrig skulle ha accepterat om det gällt en svensk familj.
En del av barnens föräldrar är mycket upptagna med sina egna problem. De försöker dra nytta av situationen genom ett "aktivt sökande efter medicinska intyg" som kan stärka deras ställning i asylprocessen.

### Övervakade barn tillfrisknar i Norge
I vissa fall där barnen har övervakats samt har skiljts från föräldrarna har de tillfrisknat inom 1–2 dagar. När några familjer med apatiska barn skickats till Norge fick föräldrarna bara mata och sköta barnen under överinseende av sjukvårdspersonal, som var närvarande dygnet runt, och barnen och föräldrarna sov i skilda rum. Detta gjorde att barnen tillfrisknade.
Thor Arne Hauge från det norska migrationsverket säger: ”I ett fall blev barnet friskt samma dag som familjen åkte, exakt när de ansåg att spelet var förlorat. Två andra familjer återvände till Sverige. En av dessa kom till Norge med barnet i en rullstol. De gillade dock inte att vara i Norge, så de åkte tillbaka till Sverige efter 1–2 veckor. Rullstolen lämnade de efter sig. I vår flyktingförläggning skrattade barnet och sprang omkring och lekte. Tre veckor senare fick vi ett samtal från Sverige, som bad oss skicka tillbaka rullstolen, eftersom den behövdes igen av samma familj.” Hauge fortsätter: ”Från samma minut familjerna anlände hade de övervakning dygnet runt av en sjuksköterska. Vi tillät inte mamman och barnet mer omfattande interaktion utan att sköterskan var där.”
Geller Hamas har granskat de norska journalerna och funnit belägg för att rapporterna från Norge var överdrivna.

## Statlig utredning 2004 - 2006
År 2004 tillsatte regeringen Persson en utredning om fenomenet. Utredningen samlade experter och forskare från en rad områden, bland annat läkare, psykiatriker, psykologer, statsvetare, jurister och sociologer, och utkom med minst tre rapporter. Psykologen och barnflyktingexperten Marie Hessle var utredningens samordnare. Hon har kritiserats på flera punkter i Gellert Tamas bok De apatiska. Forskningsledare var docenten Nader Ahmadi. Uppdraget var att kartlägga och försöka förebygga fenomenet.
I slutrapporten redovisade utredningen 424 fall av uppgivenhetssyndrom. Av dessa kom drygt 60 procent från forna Sovjetunionen och 26 procent från forna Jugoslavien. År 2002 fanns 55 fall, att jämföra med 155 fall 2004. 

### Fältstudier
Utredningens forskningsledare genomförde egna fältstudier i de länder som de asylsökande kommer ifrån. Studier på plats utfördes i Azerbajdzjan, Serbien, Kosovo, Kazakstan och Kirgizistan. I varje land genomfördes intervjuer med FN-organ, sjukvård, psykiatri och myndigheter. I inget av de undersökta länderna var uppgivenhetssyndrom bland barn ett medicinskt existerande eller känt fenomen.

### Slutsatser i den tredje rapporten
Utredningens tredje och sista rapport år 2006 slog bland annat fast:
- Barn i asylprocessen, från tre bestämda geografiska områden, hade på ett epidemiliknande sätt och under en tidsbegränsad period utvecklat allvarliga symtom på ”uppgivenhet”. Dessa symtom har ingen dokumenterad motsvarighet någon annanstans i världen. Fenomenet är därför begränsat till Sverige.
- Det har inte gått att finna några vetenskapligt beprövade förklaringar till fenomenet.
- Myndigheternas insatser för att ta hand om barnen har varit omfattande. Mediebevakningen har varit intensiv.
- Det första fallet uppmärksammades år 2001. Problemet kulminerade åren 2004 och 2005, men under 2006 minskade antalet barn drastiskt.
- Ett konstruktivt samverkansarbete i ett tidigt skede förefaller ha en stor betydelse för förekomsten av barn med uppgivenhetssymtom.
- Insjuknandet sker i samband med avslag på ansökan om uppehållstillstånd. Uppehållstillstånd är i de flesta fall en förutsättning för att barnen ska tillfriskna.
- Utredningen gav inga förslag till åtgärder.

I utredningens slutdiskussion kritiserades mediernas behandling av fenomenet. Utredningens vetenskapliga innehåll hade lovordats i forskningssammanhang, medan det i olika sammanhang hade förvrängts för att passa den politiska, ideologiska och mediala agendan. Utredaren ifrågasatte om det var lämpligt att låta forskningens oberoende styras av ideologiska intressen och olika påtryckningsgrupper.

### Kritik
Professorn och barnläkaren Tor Lindberg från intresseorganisationen Arbetsgruppen för flyktingbarn tvivlade på regeringens uppgifter och ansåg att fenomenet var väl beskrivet i den vetenskapliga litteraturen.[när?][källa behövs]
Även barnpsykiatern Göran Bodegård var kritisk mot utredningen, som han ansåg präglades av ett asylpolitiskt grupperspektiv på bekostnad av ett medicinskt perspektiv. Etablissemanget gjorde enligt honom i och med det ett tydligt avsteg från grundläggande medicinsk etik.
I februari 2010 lade Socialstyrelsen fram en förstudie från hösten 2009 angående barn med uppgivenhetssymtom i asylsökande familjer. Socialstyrelsen anser att de få studier som publicerats under 2007–2009 är av begränsad kvalitet och egentligen inte tillför några nya kunskaper. Socialstyrelsens nya riktlinjer överensstämmer i allt väsentligt med dem som utgavs i oktober 2005.
Statistiken över hur många barn med uppgivenhetssyndrom som finns är svår att sammanställa och osäker. Enligt en barnpsykiater skulle 144 av de barn som kom 2015 ha diagnostiserats med uppgivenhetssyndrom.

## Mediedebatt 2006 - 2010

### Uppdrag granskningoch Gellert Tamas
Gellert Tamas gjorde 2006 det uppmärksammade tv-reportaget Spelet om de apatiska barnen för Uppdrag granskning där statens handläggning av fenomenet kritiseras. Tamas hävdade där att barnen är sjuka på riktigt och att det inte finns några bevis för manipulation. Tamas kritiserade regeringen och den statliga utredningen om de apatiska barnen. I en debattartikel i Dagens Nyheter skrev Tamas att migrationsministern Barbro Holmberg hade ljugit inför Konstitutionsutskottet. Många debattörer och kolumnister hyllade programmet och menade att det var ett stort avslöjande. Tamas tv-program fick även kritik - bland annat för journalistisk ohederlighet, återigen av Hanne Kjöller. Uppdrag gransknings reportage resulterade i fyra anmälningar till Granskningsnämnden för radio och TV, men friades till slut av nämnden.[källa behövs] Flera journalister kritiserade Tamas syn på de apatiska barnen. En av dessa var DN-journalisten Lasse Granestrand, som i en bok om asylpolitiken ägnar flera kapitel åt de apatiska barnen. Granestrands redovisning skiljer sig på flera punkter från Tamas.

### Rapport av Rädda Barnen
Rädda Barnens Sverige-avdelning publicerade år 2008 en rapport om fenomenet, ledd av psykolog Guhn Godani från Rädda Barnen. Barnpsykiatrikerna Göran Bodegård och Per-Anders Rydelius deltog som författare. Rapporten ansåg att fenomenet var en variant av den hypotetiska diagnosen PRS, Pervasive Refusal Syndrome.[källa behövs] PRS ingår inte som en medicinsk diagnos i de vedertagna diagnosmanualerna ICD och DSM. Diagnosen har myntats av den engelske barnläkaren Bryan Lask, som i medicinska artiklar förespråkat diagnosen. Enligt Lask, specialist på ätstörningar och anorexia, drabbar PRS främst 8-16-åriga flickor. PRS berör dock inte särskilt asylsökande barn. Lask utesluter inte att orsaken bakom hans beskrivna fall av PRS kan vara simulering eller manipulation, men han tror att det är osannolikt.
I rapporten ansågs orsaken till barnens symtom vara belastningar i form av hot, våld, död och sexuellt våld mot familjen under tiden före flytten till Sverige, tillsammans med känslighet hos barnet och psykisk skörhet hos mamman.[källa behövs] Inget förklarade varför fenomenet blev så vanligt i Sverige under de senare åren.

#### Kritik av Rädda Barnens rapport
Rapporten har utsatts för kritik. Den är inte representativ för de asylsökande barnen med uppgivenhetssymtom. Den bygger enbart på de 33 barn som Göran Bodegård vårdade i slutenvård på Eugeniahemmet. Forskningsledaren för den statliga utredningen, docent Nader Ahmadi, anser att rapporten inte tillför något nytt, då antalet barn bara representerar 8 procent av de asylsökande barnen och bygger på gammalt material. Bland annat hävdar Bodegård att alla barn som han undersökt hade varit med om psykiska trauman i hemlandet. Barnpsykiater Lars Joelsson gjorde en studie på 124 asylsökande barn och ungdomar som sökte BUP i Luleå och Boden 1998-2005. Av dessa barn hade 15 stycken uppgivenhetssymtom och i cirka hälften av fallen uppgavs att barnen hade varit med om trauman i hemlandet. Sten Lundqvist, verksamhetschef för BUP:s specialenheter i Stockholm, samt Lotta Wiberg, ansvarig för samordningen av Stockholms läns behandling av de apatiska barnen 2004–2008, anser att de statistiska beräkningarna i Rädda Barnens rapport vilar på så osäker grund att de blir oanvändbara, rentav missvisande. De pekar också på att rapporten inte svarar på frågan varför en del barn som upplevt trauma blir apatiska medan andra reagerar på andra sätt. Professorn i internationell hälsa, 
Hans Rosling, är också kritisk till Rädda Barnens rapport. Han anser att forskarna undviker hypotesen att välmenande svenska barnläkare var en viktig delorsak till sondmatningsepidemin. Han anser att barnen sannolikt skulle mått lite bättre om de istället för sond och säng fått intensiv behandling i öppenvård. Han konstaterar att det som vanligt är svårt att åstadkomma oberoende forskning om tragiska humanitära utmaningar.

### Kritik av Gellert Tamas bok
Peter Santesson kritiserade 2009 Tamas bok på flera punkter. Han menar att Tamas ger en felaktig bild av forskningslitteraturen omkring de apatiska barnen. Tamas beskriver apatisyndromet som "väl känt" och "utbrett", men enligt Santesson stämmer inte det; inga vågor av apatiska barn bland asylsökande förekommer i den vetenskapliga litteraturen. Santesson menar att Tamas bok snarare är ett karaktärsmord på åsiktsmotståndare.
TV-journalisten Elisabet Höglund menar att svenska medier alltför ensidigt tagit ställning för Tamas syn på problemet. Hon vittnar om att hon bytte arbetsplats från Aktuellt till Rapport därför att hennes ståndpunkt ogillades av medarbetarna på Aktuellt.
Gellert Tamas publicerade förnyad kritik mot hanteringen av de apatiska barnen i en debattartikel i Dagens Nyheter december 2010. Han upprepar sina ståndpunkter, men riktar udden av sin kritik mot framför allt Dagens Nyheters ledarskribent Hanne Kjöller och Olav Bengtsson, chef för BUP i Stockholms läns landsting. Hanne Kjöller replikerade att inget nytt framkommit. Bengtsson svarar bland annat att Tamas framställer text som citat, när texten i själva verket utgörs av ett påstående från Tamas, helt taget ur luften. Bengtsson skriver: "Det värsta exemplet på detta i denna artikel är Tamas påstående att jag som en del av Stockholms tongivande psykiatriker ”öppet utmålade apatiska barn som små beräknande simulanter”. Något som jag varken tänkt, sagt eller skrivit." Även åklagaren Lise Tamm replikerar på Tamas artikel och tycker det är anmärkningsvärt att han ånyo för fram teorier om manipulation när han själv förvanskat sanningen.

## Aktualisering 2019 - 2022

### Netflix-dokumentär
Netflix-dokumentären Life Overtakes Me: De apatiska barnen släpptes på Netflix den 14 juni 2019, och nominerades till en Oscar för bästa kortfilmsdokumentär till Oscarsgalan 2020. Den skildrar apatiska flyktingbarn i Sverige, och följer tre närmare. Filmen har kritiserats på många punkter, regissörerna har inte bemött kritiken på något sätt. "Hon var ett helt friskt barn, gick hemma, åt mat. Det enda mamman var orolig för var att hon skulle äta för mycket, så att läkarna fattade misstankar." "Traumahypotesen är inte tillräcklig som förklaring, man bör väga in kultur och kontext. Men det bortsåg de från. Det tycker jag är ansvarslöst och farligt."

### Ny offentlig debatt
År 2019 publicerade Ola Sandstig i tidskriften Filter ett reportage med en översikt över hela fenomenet, med intervjuer med många centrala personer. Två nu vuxna personer berättade att de av sina föräldrar under sin barndom tvingades  att spela apatiska för att familjen skulle få uppehållstillstånd.  Artikeln blev mycket uppmärksammad och debatten väcktes igen.  Sandstig sa att de som främst var ansvariga för att debatten blev så polariserad var dels Barnläkarföreningens arbetsgrupp för flyktingbarn, dels journalister som hittade ett narrativ där man tog parti för ett antal läkare som var aktiva i debatten. Sandstig sa även att Uppdrag granskning hade en väldigt stor skuld i det. Påståendena i reportaget bemöttes av läkaren Henry Ascher.
Journalisten Gellert Tamas har drivit tesen genom tv-reportage och böcker att barnen inte tillfrisknade. Peter Santesson, opinionschef på Demoskop: "Efter att själv ha läst journalerna hävdar jag att utdragen som Filter har publicerat är representativa. Det är inte ett skevt urval från ett material som egentligen drar i en annan riktning, utan ger relevanta exempel på det som beskrivs i de norska journalerna. Tamas har förtigit avgörande uppgifter."
Barnpsykiatern Sanam Gharaee påpekar 2019 dels att även svenska barn som ej är flyktingar kan drabbas, dels att det ofta finns autistiska drag hos barnen.
Barnläkaren Karl Sallin anser att uppgivenhetssyndrom ska ses som en kultursjukdom. I artikeln påstår han att syndromet bara finns i Sverige.
2020 publicerades rapporten Spelet om de apatiska barnen - en granskning av en granskning som Uppdrag Granskning beställt av en extern utredare, Johan Åsard (tidigare på Kalla Fakta).  Johan Åsard skriver i sin sammanfattning: "Resultatet är inte tillförlitligt. Det är också djupt problematiskt att de omständigheter som talade emot eller komplicerade resultatet av undersökningen inte redovisades i programmet.”, ”Det görs flera felaktiga påståenden i sak.”, ”Som framgått var faktakollen undermålig.”, ”Sammantaget ger dessa sakfel ett förledande intryck av oegentligheter som inte fanns.” Uppdrag Granskning beskriver förbättringar av faktakontroll som de gjort sedan programmet sändes och sammanfattar rapporten som "Han anser att reportaget ger en förenklad och ensidig bild av den statliga utredning som tillsatts."
Gellert Tamas har bemött slutsatserna i Åsards utredning, "vem ska granska granskaren?". Han ifrågasätter också att media avfärdar de apatiska barnen som simulanter. Här hänvisar han till den prisbelönta boken The sleeping beauties and other stories of mystery illness av neurologen Suzanne O'Sullivan.

### Omprövning från läkarhåll
Debatten medförde att läkare ville att Socialstyrelsen skulle se över behandlingsråden. År 2021 togs den senaste vägledningen från 2013 bort från Socialstyrelsens hemsida och har inte ersatts.
Barnläkaren Johanna Dalström på Barn- och Ungdomskliniken på Falu lasarett berättar 2020 i ett reportage i tidskriften Filter och i Dagens Samhälle om hur de tidigare följt Socialstyrelsens riktlinjer, men under hösten 2019 börjat arbeta mer aktivt med apatiska flyktingbarn. "Vi har ju låtit dem ligga isolerade. Vi har inte krävt att få komma in i hemmen..." I två nya fall separerades barn och föräldrar. "I det ena fallet tog det en timma, i det andra tre, innan barnen reste sig upp och sa: »Jag vill gå hem.« Och i båda de här fallen kopplade vi på socialtjänsten och Bup stenhårt för att följa upp familjerna hemma, och det fortsätter att gå bra." Enligt artikeln: "I dag har Dalström och hennes medarbetare lyckats få alla apatiska barn i regionen friska utom ett, och där menar hon att det bara handlar om en tidsfråga."  
Inom läkarkåren ser man också behovet av en omprövning och större noggrannhet vid diagnossättning. 

### Ny forskning
Socialstyrelsen gav Statens beredning för medicinsk och social utvärdering, SBU, i uppdrag att utreda vilka vetenskapliga studier som finns om diagnostik och behandling av uppgivenhetssyndrom hos barn. SBU varken identifierade någon relevant systematisk översikt eller någon relevant primärstudie om tillförlitligheten vid diagnostik eller effekter av behandling vid uppgivenhetssyndrom. ”Vi gjorde en väldigt bred sökning för att hitta så mycket som möjligt av vad som är publicerat i vetenskapliga tidskrifter. Vi har gallrat bort det mesta, och till slut allt.” ”Det är en debatt där många tycker olika saker. Om man ska sätta en diagnos bör man vara säker på att det är den diagnosen och inget annat.”
Forskaren Karl Sallin gjorde en retroaktiv journalstudie på 13 barn.  Åtta barn hade separerats från sina föräldrar. Alla barnen fick stimuleringsterapi. Alla de separerade barnen tillfrisknade, men bara ett av de fem som umgicks med sina föräldrar under behandlingen. Sallin kommenterar: "Varken familjenärvaro eller uppehållstillstånd är nödvändigt för tillfrisknande, snarare tvärtom. Vi anser att våra resultat bör föranleda en omprövning av behandlingen av barn med uppgivenhetssyndrom."
I en fallstudie beskrevs tre flickor med autism som predisponerande faktor. Uppgivenhetssyndrom sågs som en primitiv reaktion på överväldigande stress snarare än som katatoni.  

### Statens offentliga utredningar
- SOU 2005:2. Asylsökande barn med uppgivenhetssymtom - kunskapsöversikt och kartläggning (uppdaterad version). Utrikesdepartementet. pdf
- SOU 2006:49. Asylsökande barn med uppgivenhetssymtom – trauma, kultur, asylprocess. Utrikesdepartementet. pdf
- SOU 2006:114. Asylsökande barn med uppgivenhetssymtom - ett svenskt fenomen år 2001-2006. Utrikesdepartementet. pdf

### Övriga
- Vi har svårt att se in i ondskan, SvD 8 maj 2005, intervju med Göran Bodegård
- Från uppgivenhet till skolstart, Rapport om Stockholms läns landstings vårdkedja för barn med uppgivenhetssymtom, Lotta Wiberg, BUP Stockholm